# Achang
Gli Achang (o anche Ngac'ang, Maingtha, in cinese: 阿昌族) sono un gruppo etnico facente parte dei 56 gruppi etnici riconosciuti ufficialmente dalla Repubblica popolare cinese.
La popolazione totale degli Achang arriva a 34,000 individui circa, quasi tutti stanziati nella provincia cinese di Yunnan (prefettura autonoma di Dehong). Parlano la lingua Achang ma non hanno alcun alfabeto. Sono usati i caratteri cinesi per la scrittura.
Un sottogruppo degli Achang, gli Husa (戶撒), vive a Longchuan, parla un dialetto distinto dalla lingua Achang e si considera un'etnia del tutto distinta. Gli Husa sono considerati più assimilati alla cultura cinese. Per esempio, nelle case degli Husa non è difficile trovare tavole memoriali per gli antenati in pieno stile confucianista. Generalmente, gli Husa seguono una sorta di religione che è una mistura di Buddhismo Theravada e Taoismo.